# Jochen Engert
Jochen Engert (* 1977 in Ochsenfurt) ist ein deutscher Unternehmer und Mitbegründer des Verkehrsunternehmens Flix. Derzeit sitzt er im Aufsichtsrat der Flix SE und ist als Investor in verschiedene Start-Ups aktiv.

## Kindheit und Jugend
Jochen Engert wurde am 10. März 1977 geboren und wuchs in Goßmannsdorf am Main, einem Ortsteil von Ochsenfurt, auf. Nach dem Wehrdienst studierte er Technische Betriebswirtschaftslehre an der Universität Stuttgart und absolvierte dabei zwei Auslandssemester an der University of Ottawa in Kanada.

## Karriere
Nach seinem Studium arbeitete Engert bei der Unternehmensberatungsgesellschaft Boston Consulting Group. 2010 nahm Engert ein Sabbatical, um an der WHU Otto Beisheim School of Management eine Promotion im Thema „Industrial Service Pricing“ zu verfassen. Durch seine Promotion gelang er zu dem Thema Marktliberalisierung. Weil dies durch die damals aktuelle Koalition im Fernverkehr geplant war, gründete er gemeinsam mit Daniel Krauss und André Schwämmlein das Verkehrsunternehmen Flix. Ihm und seinem Unternehmen werden immer wieder unlautere Methoden vorgeworfen. Ab 2017 trieb er die Expansion des Unternehmens in die USA voran. Von der Gründung an bis März 2022 war Engert Co-CEO der FlixMobility GmbH. Seit 1. April 2022 sitzt er als Deputy Chairman im Aufsichtsrat der Flix SE. Außerdem ist er derzeit Business Angel und sitzt im Aufsichtsrat verschiedener Tech-Startups. Zudem unterstützt er junge Gründer in der Organisation Startup Teens und ist als Jurymitglied in der Bildungsinitiative Business at School der Boston Consulting Group aktiv.

## Vermögen
Das gemeinsame Vermögen von Jochen Engert und den Mitgründern von Flix, Daniel Krauss und André Schwämmlein, wird auf 500 Millionen Euro geschätzt.